# Шеф (фільм)
«Шеф» (фр. Comme un chef) — це франко-іспанська комедія 2012 року, з Жаном Рено і Мікаелем Юном в головних ролях. Режисер та автор сценарію Даніель Коен.

## Сюжет
Молодий початківець-кухар Жакі працює в ресторані, але його смак не сприймають власники ресторану і він опиняється на вулиці без грошей і з вагітною дружиною. Він влаштовується маляром, щоб хоч якось заробити гроші і тут випадково знайомиться із шеф-кухарем. Жакі намагається змінити життя і вподобання вже відомого шеф-кухаря Олександра Лагара, і завдяки такій впертості сам стає Королем кухні.

## В ролях
- Жан Рено — Александр Лагар;
- Мікаель Юн — Жакі;
- Рафаель Агоге — Беатріса;
- Жульєн Буассельє — Станіслав Маттер.

## Цікаві факти
Всі кухарі із фільму крім головних героїв, не актори, а в дійсності кухарі: режисер вважав, що буде легше запросити справжніх кухарів, ніж навчати акторів кухарському мистецтву.
При підготовці до зйомок фільму режисер Даніел Коен зустрічався з такими французькими майстрами високої кухні як Ален Пассар, Ален Дюкасс і П'єр Ганьєр. Працюючи консультантами, знані шеф-кухарі надали багато цінних порад, щоб досягти максимальної автентичності фільму.